# Iļģuciems (stacja kolejowa)
Iļģuciems (ros. Ильгюциемс) – towarowa stacja kolejowa w miejscowości Ryga, na Łotwie. Położona jest na odgałęzieniu linii Zasulauks – Bolderāja, obsługującej zachodnią cześć Wolnego Portu Ryga.
W roku 2023 stacja zmieniła nazwę na Iļģuciems Cargo, zaś nazwę Iļģuciems otrzymał nowy przystanek wybudowany na 3 kilometrze   (współrzędne - 56°57'40.4"N 24°02'44.5"E) trasy kolejowej.